# Lambrate FS
Lambrate FS is een metrostation in de Italiaanse stad Milaan dat werd geopend op 27 september 1969 en wordt bediend door lijn 2 van de metro van Milaan.

## Geschiedenis
Het station was in het metroplan van 1952 opgenomen als onderdeel van de lijn die de verschillende spoorwegstations aan de rand van de stad met elkaar moest verbinden. De aanleg van deze lijn begon eind 1964 nadat de eerste lijn was geopend. Doordat in de jaren 60 van de twintigste eeuw de grondwaterspiegel op 50 meter diepte lag was het mogelijk om de tunnels tussen Loreto en Udine te boren. Dit deel van de lijn bestaat dan ook uit twee parallelle enkelsporige tunnels en het station kreeg een, voor Milaan uitzonderlijk, eilandperron. Als eerste spoorwegstation kreeg Lambrate op 27 september 1969 een aansluiting op de metro en was de lijn vooral een verbinding tussen de sneltram in het Addadal en lijn 1 bij Loreto.
De lijn bereikte ruim een half jaar later het centraal station en in 1983 waren alle spoorwegstations op lijn 2 aangesloten. De industrie in het noordoosten van de stad, met name de staalfabriek van Falck, beëindigde het gebruik van grondwater met als gevolg dat de grondwaterspiegel steeg tot 10 a 15 meter onder het maaiveld. Het station kwam hierdoor in het grondwater te liggen en er werden pompen ingezet om het geheel droog te houden. In augustus 2019 werd het station tijdelijk gesloten om de tunnels en het station waterdicht te maken.

## Ligging en inrichting
Hoewel lijn 2 ontworpen is om de spoorwegstations onderling te verbinden ligt het metrostation aan de westkant van het stationsplein, Piazza Enrico Bottini, onder de kop van de Via Pacini op bijna 100 meter van het spoorwegstation. De tunnels ten westen van het station volgen deze straat tot Piola. Onder het Piazza Enrico Bottini en het spoorwegstation liggen de tunnels in een boog om ten noorden van het spoorwegstation de Via Ronchi te volgen tot Udine. Omdat Udine eindpunt zou worden ligt vlak ten noorden van het spoorwegstation een kruiswissel zodat beide sporen van Udine voor aankomst en vertrek gebruikt kunnen worden. Dankzij deze kruiswissel is het ook mogelijk om bij dienstverstoringen in de stad Lambarate als eindpunt te gebruiken voor de diensten ten oosten van de stad. De verdeelhal ligt ten westen van het plein waar de Via Pacini op het plein uitkomt. De verdeelhal op niveau -2 is toegankelijk vanuit een voetgangerstunnel tussen de twee hoeken van de Via Paccini. Midden op het plein ligt een toegang bij de trolleybushaltes die met een voetgangerstunnel onder het plein op de andere voetgangerstunnel is aangesloten. Het duurde tot 2010 voordat de voetgangerstunnel onder het plein werd doorgetrokken tot het spoorwegstation. Aan de  kant van het spoorwegstation liggen de toegangen tot die tunnel onder de luifel aan de noordkant van het stationsgebouw. Ten zuidwesten van het station liggen de technische universiteit, het Città Studi-terrein van de Milanese universiteit en het kankerinstituut zodat het station veelvuldig door studenten wordt gebruikt.

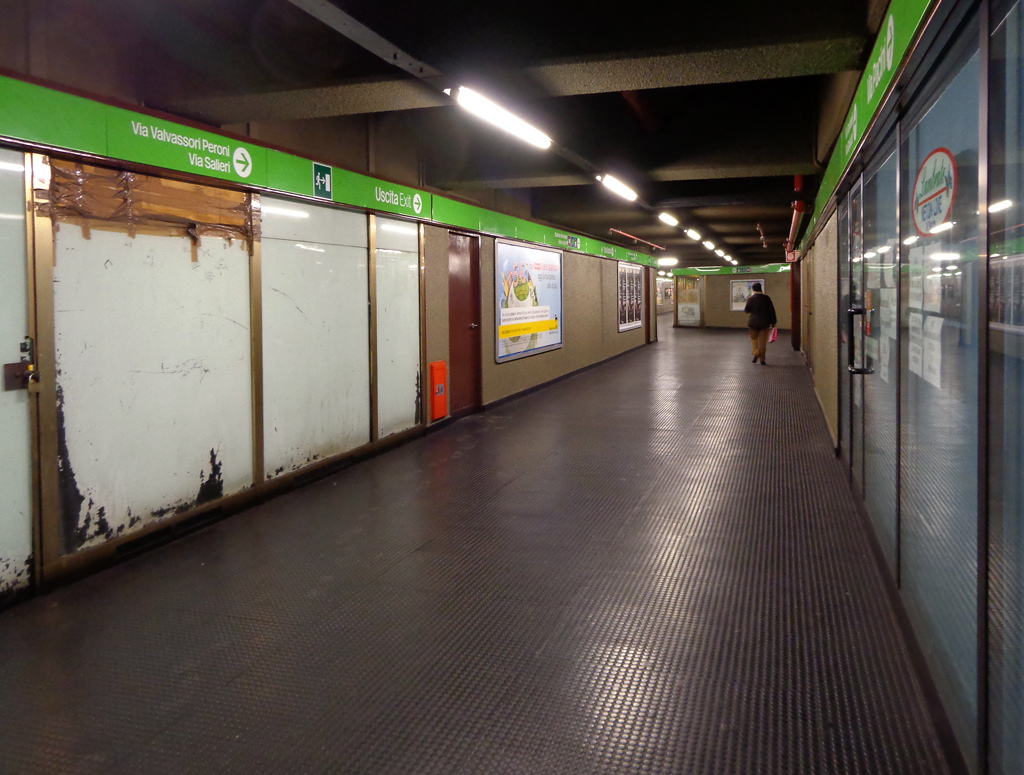
De voetgangerstunnel onder het plein
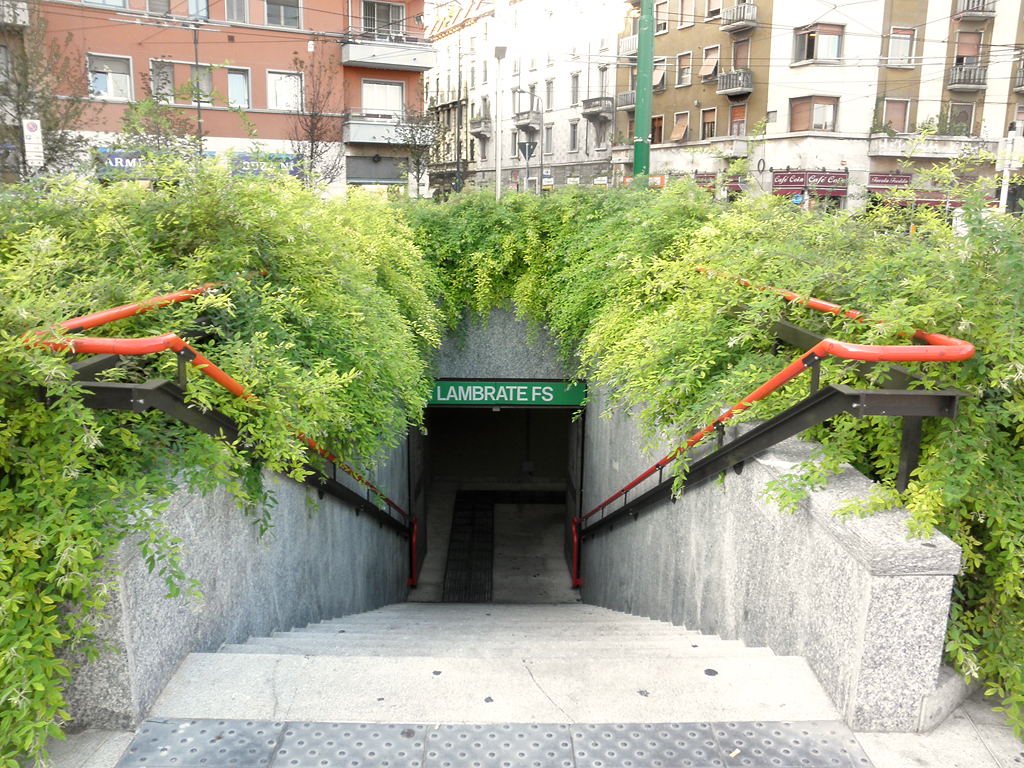
De toegang midden op het plein
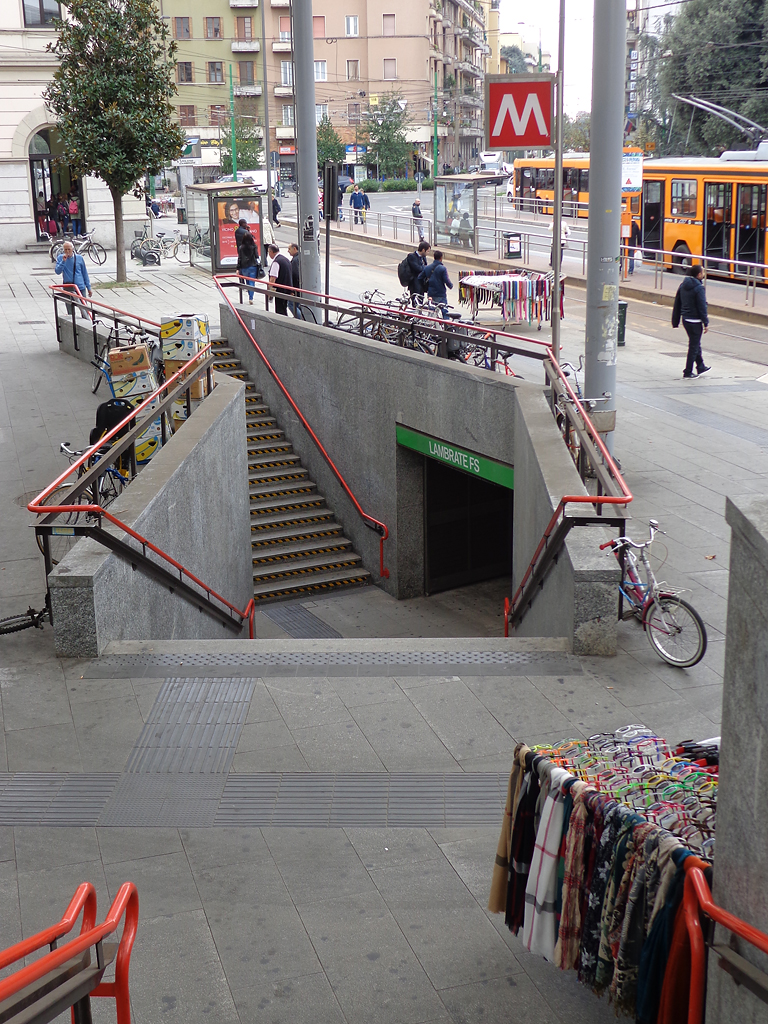
De toegang uit 2010 onder de luifel naast het stationsgebouw